# アーキベース
株式会社アーキベース（英: ArchiBase inc.）は、東京都千代田区に本社を置き、Webサービスの開発・運営事業などを行う日本の企業である。

## 概要
2017年12月、岩木亮介、渡辺望によって共同創業。「情報・技術プラットフォームを提供し、住環境の持続的発展に貢献する」をミッションに、住環境に関わる産業（建設、不動産、エネルギー等）に関連したWebサービスの開発・運営を行う。
建設業に特化した転職支援サービス「建職バンク」、建設業職人に特化した求人・人材マッチングサイト「建職バンク職人」などを提供している。

## 沿革
- 2017年7月 株式会社アーキベースを設立
- 2017年12月 「建職バンク」の提供開始
- 2018年12月 本社を東京都千代田区九段南に移転
- 2020年7月 「FastGrowが注目するベンチャー・スタートアップ企業13社」に選出[4]
- 2020年9月 本社を東京都千代田区飯田橋に移転